# Xiaomi Redmi Note 9
Xiaomi Redmi Note 9 — обновлённый смартфон компании Xiaomi, имеющий три модификации: Note 9, Note 9 Pro, Note 9S, Note 9T (также на китайском и индийском рынке были представлены версии Note 9 5G, Note 9 Pro 5G, Note 9 Pro Max). Официальная дата выхода Redmi Note 9 серии в России обозначена как конец мая 2020 года.

## Список версий Redmi Note 9 и их характеристики
- Xiaomi Redmi Note 9: Базовый смартфон линейки Note 9, в России был представлен после Note 9 Pro, Note 9S. Имел в списке своих характеристик процессор MediaTek Helio G85 8x core, 3 или 4 гигабайта оперативной памяти и 64, 128 гигабайт внутренней памяти. Экран IPS, 2340x1080, 6,53" DotDisplay. основная камера на 48 мегапикселей, также Российская версия смартфона имела модуль NFC.

- Xiaomi Redmi Note 9S: Смартфон, выпускавшийся на процессоре Qualcomm Snapdragon 720G и графическим ускорителем Adreno 618, 4 или 6 гигабайта оперативной памяти и 64 или 128 гигабайт внутренней памяти. Экран IPS, 2400x1080, 6,67 дюйма. Смартфон имел схожие характеристики со смартфоном Redmi Note 9. Различия были лишь в процессоре и в отсутствии NFC модуля, что могло сказаться на более низких продажах смартфона на Российском рынке. Покупателям приходилось выбирать между более производительным процессором, или модулем NFC.

- Xiaomi Redmi Note 9 Pro: Топовая версия линейки Note 9, выпускавшийся как и Note 9S на процессоре Qualcomm Snapdragon 720G. Имел 4/6/8 гигабайт оперативной памяти и 64 или 128 гигабайт внутренней памяти. Экран IPS, 2400x1080, 6,67 дюйма и защитное стекло Corning® Gorilla® Glass 5. Смартфон имеет поддержку модуля NFC.

- Xiaomi Redmi Note 9T: Главная особенность — поддержка сетей 5G. MediaTek Dimensity 800U отвечает за роль процессора в смартфоне, восьмиядерный процессор с частотой до 2,4 ГГц. и 7-нанометровый техпроцесс. Камера в отличие от предыдущих смартфонов линейки имел 3 модуля и также 48 мегапикселей. Экран 6,53-дюймовый DotDisplay с разрешением FHD+, количество оперативной памяти 4 гигабайт постоянной оперативной памяти и 64/128 гигабайт внутренней памяти. Смартфон имеет поддержку модуля NFC. На август 2021 года, продается в России (на оф. сайте компании Xiaomi https://www.mi.com/ru/) по стоимости 16 990 рублей за версию 4/64 гигабайт и 17 990 рублей за версию 4/128 гигабайт в чёрном и фиолетовом цвете.

Все смартфоны линейки Note 9 имеют по 5000, 5020 mAh объём аккумуляторной батареи.
На август 2021 года, официально в России после выхода Redmi Note 10 серии, в продаже остается (на оф. сайте компании Xiaomi https://www.mi.com/ru/) Xiaomi Redmi Note 9T.